# Capnolagnia

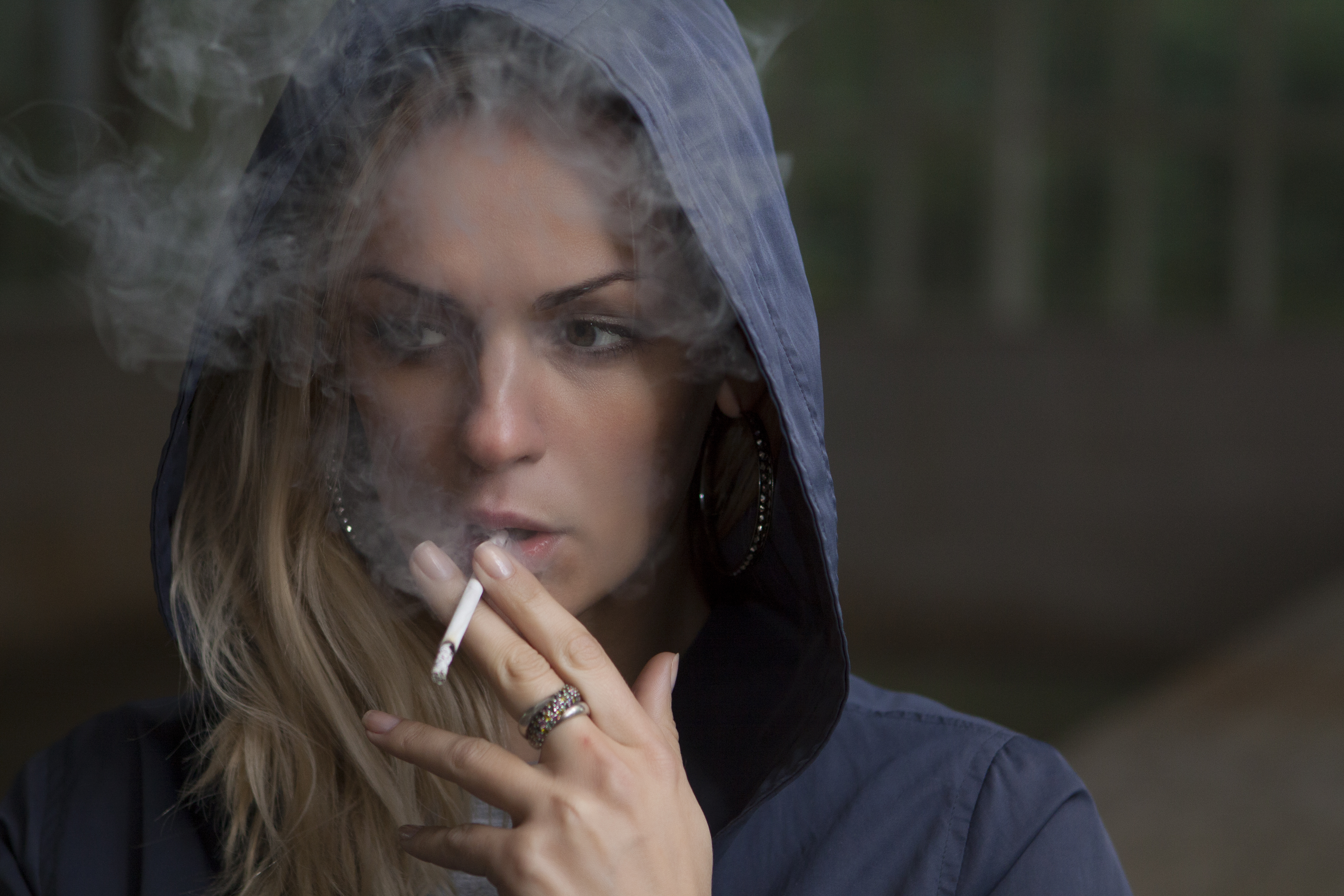

La capnolagnia [del griego: καπνός, romanizado: Kapnós, lit. 'humo'; λαγνεία, Lagnia, 'deseo sexual' o 'atracción sexual'], también conocido por fetichismo por la mujer fumadora, es un fetiche sexual basado en la visión o en la imagen de una mujer fumando. Para muchos, este fetiche parece tener sus raíces en la temprana infancia. Está clásicamente condicionado por muchas variables, tales como ver a la fumadora como un individuo estereotípicamente dulce e inocente con comportamientos que podrían llegar a ser considerados tabú o idólatra. Para otros, procede de la atracción hacia personas más sofisticadas, cuya adicción al tabaco enfatiza su fuerza y su autoconfianza. Dentro de la cultura gay, este fetiche deriva de la imagen de masculinidad. Un estudio llevado a cabo en 2003 reveló que el fetiche no había sido previamente sujeto de estudios académicos, pero sí había sido nombrado en varias publicaciones.
Actualmente se considera un tipo de fetichismo sexual y, por tanto, una parafilia.

## Vídeos
De acuerdo con el estudio anteriormente mencionado, en los vídeos en los que se representa este fetiche con mujeres, la desnudez no es necesaria, siendo lo que importa "la imagen, la actitud, y las maneras de fumar." El Wall Street Journal informó en 1996 del éxito obtenido por un vídeo que costaba 35 $ llamado "Paula", que mostraba a una mujer  "inhalando, exhalando y soplando de vez en cuando aros de humo".

## Causas
Las razones por las que un hombre (o una mujer) pueda tener este fetiche pueden variar entre personas. La mayoría de los fetichistas son hombres heterosexuales, aunque también existen grupos de individuos de tendencias homosexuales y bisexuales de ambos géneros interesados por el tema. También hay mujeres heterosexuales que declaran tener capnolagnia, aunque este grupo nunca ha sido principalmente sujeto de estudios. Entre los hombres heterosexuales, el fetiche se asocia con fijaciones orales como la felación y es causado principalmente por la imagen de la mujer fumando, en lugar de por el olor. Aparentemente, el olor y el sabor de un cigarrillo juegan un papel más crucial en la capnolagnia de la mujer que en la del hombre.

## Síntomas
Los síntomas de la capnolagnia consisten en la atracción de una persona por otra que se encuentre fumando. Tanto si es por el olor o por la imagen, la gente que se excita por otros del mismo o de diferente sexo y que estén fumando se consideran fetichistas.
Cualquiera que experimente uno o más de estos síntomas se considera como fetichista:
- Interés sexual en ver a otros fumando
- Fantasías sexuales intensas y recurrentes que tengan que ver con gente fumando
- Necesidad sexual intensa al ver a otros fumando.[5]

De todas formas, la capnolagnia no se considera una enfermedad sino un comportamiento sexual extraordinario o parafilia, y muchos de los fetichistas no buscan ayuda médica mientras que esta conducta no interfiera negativamente en sus vidas diarias y laborales. La mayoría simplemente aprenden a aceptar este fetiche y consiguen satisfacerse de un modo adecuado.